# Wiener Tierhaltegesetz
Das Wiener Tierhaltegesetz ist ein Landesgesetz des Wiener Landtags gem. Art. 15 Abs. 1 des Bundes-Verfassungsgesetzes, das dem Schutz von Menschen vor Gefahren dient, die sich aus der Tierhaltung ergeben. 

## Entstehungsgeschichte
Mit 1. Jänner 1988 war das „Wiener Tierschutz- und Tierhaltegesetz“ rechtskräftig geworden, womit das Tierschutzgesetz LGB1. für Wien Nr. 43/1949, in der Fassung des Gesetzes LGB1. für Wien Nr. 18/1962 außer Kraft trat.
Bis zum 31. Dezember 2004 war der Tierschutz in Österreich Landessache. Nach dem Tierschutzvolksbegehren in Österreich 1996 trat mit 1. Jänner 2005 trat das bundeseinheitliche Tierschutzgesetz (TSchG) in Kraft. Sicherheitsaspekte der Tierhaltung („Gefahrenabwehr“) fallen jedoch in die Gesetzgebungskompetenz der Länder (Art. 15 Abs. 1 B-VG). Mit Wirkung zum 1. Jänner 2005 wurde das Wiener Tierschutz- und Tierhaltegesetz von 1987 deshalb in Gesetz über die Haltung von Tieren (Wiener Tierhaltegesetz) umbenannt.

## Inhalt
Während die Haltungsbedürfnisse von Haus- und Nutztieren im TSchG geschützt werden, regelt das Wiener Tierhaltegesetz Angelegenheiten der örtlichen Sicherheit (Art. 15 Abs. 1 BV-G). Die Halterinnen und Halter eines Tieres sind verpflichtet, bei der Haltung für die Beachtung des Tierhaltegesetzes, der darauf gegründeten Verordnungen sowie der in Bescheiden enthaltenen Aufträge und Auflagen zu sorgen (§ 1 Abs. 2 Wiener Tierhaltegesetz). Tiere sind so zu halten, dass weder Menschen gefährdet noch fremde Sachen beschädigt werden. Unter bestimmten Voraussetzungen können das Halten von Tieren und der Umgang mit Tieren verboten werden. Verstöße gegen das Tierhaltegesetz werden als Verwaltungsübertretung mit Geldstrafe bestraft. Die Tiere, auf die sich das strafbare Verhalten bezogen hat, können für verfallen erklärt werden.

## Haltung von Hunden

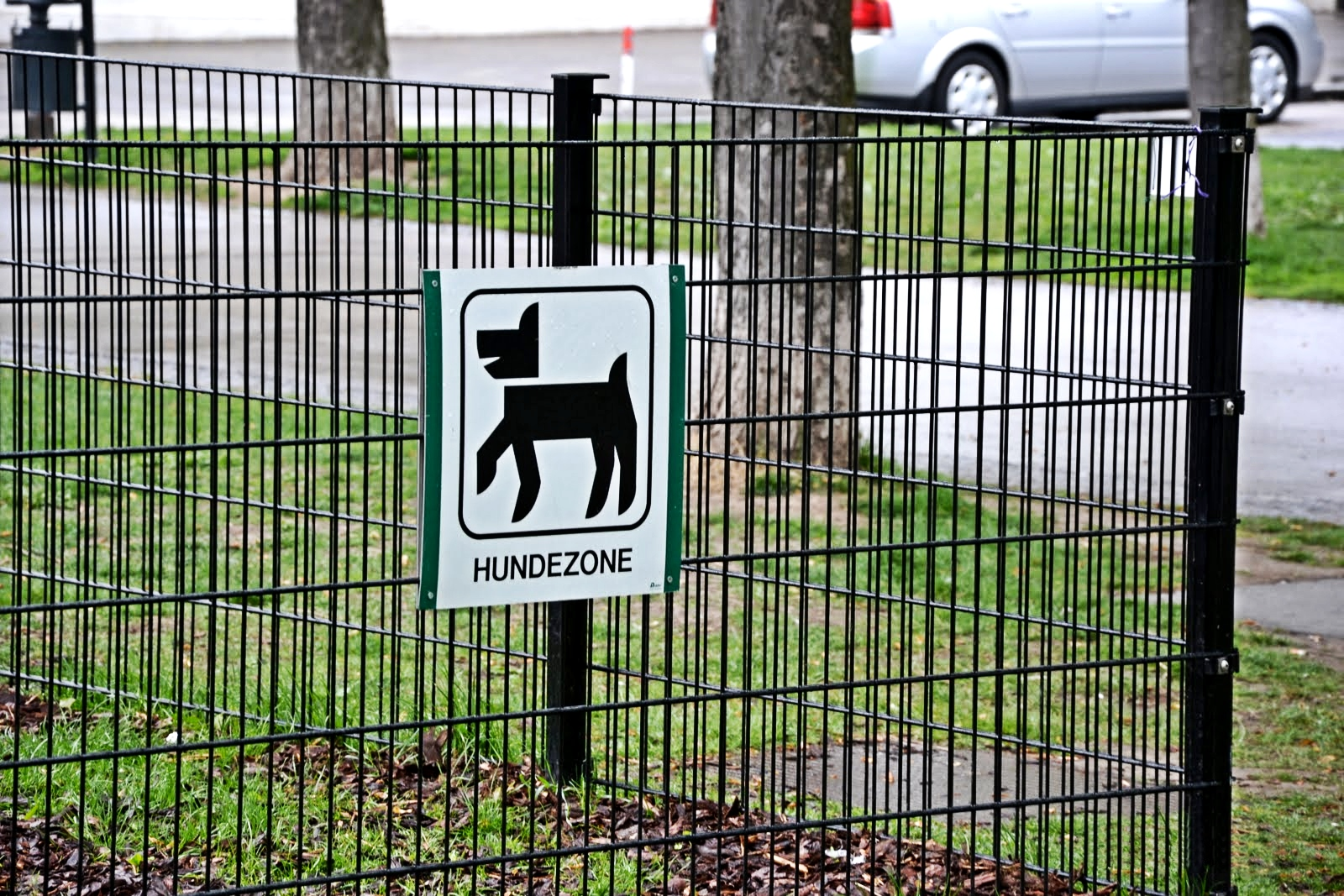
Nur in einer umzäunten Hundezone dürfen sich Hunde ohne Maulkorb und Leine bewegen.

Im September 2018 kam es in Wien-Donaustadt zu einem Beißangriff eines Rottweilers, bei dem ein Kleinkind lebensgefährlich verletzt wurde und starb. Die Hundeführerin war mit 1,4 Promille Blutalkohol deutlich betrunken und eingeschränkt in ihrer Handlungsfähigkeit. In der Folge wurde das Tierhaltegesetz weiter verschärft.
Seit 2019 dürfen Personen, die sich in einem durch Alkohol oder Suchtgift beeinträchtigten Zustand befinden, einen hundeführscheinpflichtigen Hund an öffentlichen Orten nicht führen. 
Bei einem Alkoholgehalt des Blutes von 0,5 g/l (0,5 Promille) oder darüber oder bei einem Alkoholgehalt der Atemluft von 0,25 mg/l oder darüber wird ein durch Alkohol beeinträchtigter Zustand unwiderleglich vermutet (§ 5a Abs. 14 Wiener Tierhaltegesetz).
Hundeführscheinpflichtig sind bereits seit 2010 die Hunderassen Bullterrier, Staffordshire, Terrier, Mastino Napoletano, Fila Brasileiro, Mastiff, Bullmastiff, Tosa, Inu, Pitbullterrier, Rottweiler und Bulldogge.
Organe des öffentlichen Sicherheitsdienstes sind berechtigt, jederzeit die Atemluft von Personen, die einen hundeführscheinpflichtigen Hund an öffentlichen Orten führen, auf Alkoholgehalt zu untersuchen (§ 5a Abs. 15 Wiener Tierhaltegesetz). Personen, die die Überprüfung oder Untersuchung der Atemluft verweigern, begehen eine Verwaltungsübertretung, hierfür beträgt die Mindeststrafe 1000 Euro (§ 13 Abs. 2 Nr. 18, Abs. 4 Wiener Tierhaltegesetz). Eine bloße Beratung des Hundeführers nach § 33a Verwaltungsstrafgesetz 1991 reicht nicht aus (§ 13 Abs. 5 Wiener Tierhaltegesetz).
Nach einer Umfrage der österreichischen Tageszeitung heute im September 2018 befürworten 31 % der Befragten das Alkoholverbot für Halter von Listenhunden, 34 % sind der Meinung, dieses sollte zum Ausführen aller Hunderassen gelten, 33 % sind dagegen. Neben der Alkoholpromillegrenze wird 2019 der Sachkundenachweis für Hunde verbessert und der seit 2010 vorgeschriebene Hundeführschein um einen Praxisteil erweitert.